# Вознесенская, Анастасия Валентиновна
Анастаси́я Валенти́новна Вознесе́нская (27 июля 1943, Москва, СССР — 14 января 2022, Москва, Россия) — советская и российская актриса театра и кино; народная артистка Российской Федерации (1997).
Супруга актёра, народного артиста РСФСР Андрея Мягкова (1938—2021).

## Биография
Анастасия Вознесенская родилась 27 июля 1943 года в Москве, училась в Школе-студии МХАТ (курс В. П. Маркова). В 1963 году вышла замуж за своего однокурсника Андрея Мягкова.
В 1965 году, по окончании Школы-студии, Вознесенская была принята в труппу театра «Современник», среди сыгранных ролей — Мария Шамраева в чеховской «Чайке». После ухода из «Современника» Олега Ефремова перешла вслед за ним во МХАТ, а после раскола театра в 1987 году осталась с ним в театре, получившем название МХТ имени А. П. Чехова.
В кинематографе дебютировала в 1966 году, широкую известность ей принесли главная женская роль в популярном фильме «Майор Вихрь» и роль директора рынка в известном фильме «Гараж».
В последний раз вышла на сцену МХТ имени А. П. Чехова вместе с супругом, актёром Андреем Мягковым, в мае 2013 года в спектакле «Белый кролик».

### Семья
Муж (с 1963 по 2021 годы) — Андрей Мягков (1938—2021), актёр, народный артист РСФСР (1986).
Детей в семье Андрея Мягкова и Анастасии Вознесенской не было.
У Анастасии Вознесенской было восемь племянников и племянниц (дети двух родных сестёр, а также сестры Андрея Мягкова Татьяны).

### Последние годы и смерть
Анастасия Вознесенская c 2013 года не выходила на сцену по состоянию здоровья.
Скончалась 14 января 2022 года в Москве на 79-м году жизни от последствий коронавируса.
Гражданская панихида прошла 17 января в МХТ имени А. П. Чехова, отпевание — в храме Софии Премудрости Божией в Средних Садовниках. Похоронена на Троекуровском кладбище рядом с мужем. 7 июля 2023 года на могиле актрисы и её супруга Андрея Мягкова был открыт памятник.

## Творчество

### Роли в театре

#### «Современник»
- «Чайка» А. П. Чехова; постановка О. Ефремова — Мария Шамраева
- «Свой остров»
- «Провинциальные анекдоты» А. В. Вампилова

#### МХТ имени А. П. Чехова
- 1999 — «Привидения» Г. Ибсена (постановка Н. Скорика) — Фру Альвинг
- 2002 — «Ретро» А. Галина (постановка А. В. Мягкова) — Роза Александровна Песочинская
- 2008 — «Белый кролик» М. Чейз (постановка А. Каменьковича) — Вета

### Радиоспектакли
- 1981 — «Чайка» А. П. Чехова; режиссёр: Олег Ефремов — Маша Шамраева

### Роли в кино
| Год  |     | Название                      | Роль                                |
| ---- | --- | ----------------------------- | ----------------------------------- |
| 1966 | ф   | Первая любовь                 | фронтовая медсестра                 |
| 1966 | ф   | Путешествие                   | Алла                                |
| 1967 | ф   | Пароль не нужен               | Сашенька Гаврилина                  |
| 1967 | ф   | Майор Вихрь                   | Аня Родионова                       |
| 1968 | ф   | Любить…                       | девушка с глобусом                  |
| 1969 | ф   | Адам и Хева                   | Айшат                               |
| 1975 | тсп | Старший мастер                | Имя персонажа не указано            |
| 1976 | ф   | Вы мне писали...              | Нина Журавлёва                      |
| 1977 | ф   | Садись рядом, Мишка!          | Лошадкина, мама Гени и Леночки      |
| 1979 | ф   | Утренний обход                | Клара Авдеева, подруга Лёвы Нечаева |
| 1979 | ф   | Гараж                         | Кушакова, директор рынка            |
| 1979 | ф   | Примите телеграмму в долг     | мать Линёва                         |
| 1979 | ф   | Старые долги                  | Оля                                 |
| 1980 | ф   | Фантазия на тему любви        | Галина Андреевна, тренер            |
| 1982 | ф   | Вокзал для двоих              | Юля, дежурная в «Интуристе»         |
| 1983 | ф   | Оглянись                      | Суханова, мать                      |
| 1986 | ф   | От зарплаты до зарплаты       | Баженова, секретарь парткома        |
| 1987 | ф   | Кувырок через голову          | Жукова, мама Аси                    |
| 1987 | ф   | Ваш специальный корреспондент | Елена Криган                        |
| 1989 | ф   | Авария — дочь мента           | Вера Николаева, мама Валерии        |
| 1991 | ф   | Виновата ли я                 | Имя персонажа не указано            |
| 1993 | ф   | Завещание Сталина             | Вера Семёновна                      |
| 1995 | ф   | Крестоносец                   | жена хозяина особняка               |
| 1998 | ф   | Чехов и Ко                    | мадам Жевузен                       |

## Признание и награды
- Заслуженная артистка РСФСР (1 декабря 1986) — за заслуги в области советского театрального искусства[16].
- Народная артистка Российской Федерации (30 мая 1997) — за большие заслуги в области искусства[3].
- Благодарность президента Российской Федерации (29 августа 2003) — за большие заслуги в развитии театрального искусства[17].
- Орден Почёта (21 апреля 2009) — за заслуги в развитии отечественной культуры и искусства, многолетнюю плодотворную деятельность[18].
- Орден «За заслуги перед Отечеством» IV степени (9 августа 2019) — за большой вклад в развитие отечественной культуры и искусства, многолетнюю плодотворную деятельность[19].